# Некрономікон
Некроно́мікон (англ. Necronomicon) — вигадана Говардом Лавкрафтом книга, яка часто згадується в літературних творах, заснованих на Міфах Ктулху та пов'язаних творах жанру містики й жахів.
Попри твердження самого Лавкрафта, деякі вірять в існування цього стародавнього манускрипту, що також називається Аль-Азіф, або Некрономікон, а також в те, що у вигаданої Лавкрафтом книги існував історичний прообраз. Зокрема цієї думки часто дотримуються прихильники теорій змови, наприклад Роберт Антон Вілсон і Роберт Ші в своїй трилогії «Іллюмінатус!». Серйозно ставився до Некрономікона і відомий письменник-містик Кеннет Грант.
Лавкрафт часто посилався на вигадані книги в своїх творах, що згодом стало поширеною практикою серед письменників-фантастів — таких, як, наприклад, Хорхе Луїс Борхес та Вільям Голдман. Вперше «Некрономікон» згадується в оповіданні Лавкрафта «Пес», написаному в 1923 році, а перший натяк на нього з'явився ще в «Свідченнях Рендольфа Картера» (1919). Опис «Некрономікона» свідчить, що книга небезпечна для читання, бо через сильні закляття й таємні знання в ній може зашкодити фізичному і психічному здоров'ю читача.

## Значення назви
За спогадами Говарда Лавкрафта, назва «Некрономікона» прийшла йому уві сні. Існує думка, що Лавкрафт перебував під впливом книги Роберта Вільяма Чемберса «Король у жовтому», в якій йдеться про п'єсу, що зводить людей з розуму, або запозичив ідею у Натаніеля Готорна. Лавкрафт писав про значення назви у перекладі з грецької: nekros (мрець), nomos (закон), eikon (образ, втілення). Таким чином, буквально назва означає: Втілення закону мерців (мертвих).
У грецьких виданнях Лавкрафта наводяться ще приклади варіантів перекладу:
- Necro-Nomicon — Книга законів Мертвих, похідне від Nomikon (Книга Закону);
- Necro-Nomo-icon — Книга Мертвих Законів;
- Necro-Nemo-ikon — Дослідження класифікації мертвих;
- Necro-Nomo-eikon — Втілення Закону Мертвих;
- Necro-Nemein-Ikon — Книга про Мертвих;
- Necrό-Nomo-eikon — Закон мертвих образів;
- Necr-Onom-icon — Книга Мертвих Імен, похідне від onoma (ім'я);
- Necr-onom-ikon — Книга Імен Мертвих святих, від icon — Ікона — зображення Святого.

## Вигадана історія
Есе Лавкрафта «Історія Некрономікона» (англ. The History of the Necronomicon, 1927) містить спроби впорядкувати накопичені відомості про книгу. За цим есе, спочатку книга називалася «Аль-Азіф», що нібито означає арабською «звук, видаваний нічними комахами, який приймають за завивання демонів». Арабський окультист VIII ст. Абдул Альхазред, що поклонявся Ктулху і Йог-Сототу, дізнався таємниці давніх цивілізацій, побувавши на руїнах Вавилона, Мемфіса та Ірама в пустелі Руб-ель-Халі, де виявив Безіменне місто. Останні роки свого життя він прожив у Дамаску, де й писав на основі зібраних відомостей «Аль-Азіф», а в 738 році несподівано помер. Як говорять легенди, Альхазреда насправді забрало чудовисько.
Книга в 950 році була перекладена на грецьку мову і отримала назву «Некрономікон» від Теодора Філетаса, вигаданого схоласта з Константинополя. Інтерес до книги призвів до того, що її було заборонено і спалено в 1050 році патріархом Михаїлом Кіруларієм. Однак книга знову з'явилася в 1228 році, перекладена на латину книжником Олаусом Ворміусом. І латинський, і грецький текст були заборонені папою Григорієм IX в 1232 році. Латинське видання було опубліковано в XV столітті в Німеччині і в XVII столітті в Іспанії. Грецьке ж було надруковано в Італії в першій половині XVI століття. За часів королеви Єлизавети англійський маг Джон Ді імовірно переклав книгу на англійську мову, однак, вона так і не була опублікована і збереглася лише частково.
Оригінал арабською було виявлено в Сан-Франциско на початку XX століття, проте він згорів при пожежі. Грецький переклад був втрачений в ході полювання на відьом у Салемі.
Копії зберігаються в: Британському музеї, Національній бібліотеці Франції, Бібліотеці Віденер Гарвардського університету в Кембриджі, Університеті Буенос-Айреса, Бібліотеці Міскатонікского університету в Аркгемі. Решта примірників знаходяться в приватних колекціях.

## Некрономікон у мистецтві

### Некрономікон у літературі
Некрономікон досить часто згадується в романах російських письменників Лазарчука й Успенського. Крім цього, назву вживають Стівен Кінг та Ніл Стівенсон. У романі Сергія Лук'яненка «Денна варта» також згадується ця назва. Книга фігурує і в романі «Культ» Любка Дереша.

### Некрономікон у кіно
Вигадана книга Лавкрафта, згадується й в деяких кінофільмах та кіносеріалах, серед них:
- Зловісні мерці / Evil Dead (1981)
- Зловісні мерці 2 / The Evil Dead II (1987)
- Армія темряви / Army of Darkness (1992)
- Безіменне / The Unnamable (1988)
- Злі мультфільми / Evil Toons (1991)
- Безіменне 2 / The Unnamable II: The Statement of Randolph Carter (1993)
- Книга Мертвих / Necronomicon (1993)
- Ніч живих придурків / Die Nacht der lebenden Loser (2004, пародія)
- Сни в Відьомському домі / H.P. Lovecraft's Dreams in the Witch-House (2005)
- Геркулес: Легендарні подорожі, 6 сезон / серія City of the Dead
- Спадок Вальдемара (2010–2011)
- Доктор Хаус, 6 сезон / 17 серія

### Некрономікон у відеоіграх
- У 2001 році за мотивами творчості Лавкрафта випущена гра Necronomicon: The Dawning of Darkness.
- У грі Scratches можна знайти книгу під назвою «Некрономікон Абдула Альхазрета».
- Студія A Games of Cthulhu випустила карткову flash-гру The Necronomicon.
- У грі Atelier Iris: Grand Fantasm Некрономікон вважається зброєю.
- У грі Penumbra: Black Plague в локації «Бібліотека», на книжковій полиці можна зустріти «копію Некрономікона».
- У грі Екзорцист 2.
- У грі Max Payne можна знайти книгу «Некрономікон» у нічному клубі «Ragnarock».
- У Грі Evil Dead: Regeneration вся історія почалася з Некрономікона.
- У Грі Darkness Within 2: The Dark Lineage Можна знайти «Некрономікон» у книгарні.
- У грі The Binding of Isaac Некрономікон можна знайти як артефакт.
- У грі Team Fortress 2 є посилання на книгу.
- У грі League of Legends є артефакт Morellonomicon.
- У грі Corpse Party: Book of Shadows з'ясовується що у сім'ї Шінозакі була одна з копій Некрономікона.
- У грі Kingdome Come: Deliverance за завданням травниці ''Неупокоєний дух'' потрібно знайти книгу «Некрономікон»